# 平原浩哉
平原 浩哉（ひらはら こうさい、1908年（明治41年）9月27日 - 1992年（平成4年）10月7日）は、昭和時代前期の台湾総督府官僚。

## 経歴・人物
日本統治時代の台湾、台北庁生まれ。台北第一中を経て、第七高等学校造士館を卒業。1932年（昭和7年）東京帝国大学法学部政治学科を卒業後、鹿児島県属となる。1935年（昭和10年）10月、高等試験行政科試験に合格。1937年（昭和12年）台湾総督府属に転じる。1940年（昭和15年）1月、地方理事官に進み、台南州北門郡守に就任。
ついで殖産局商工課勤務、企画部労務課勤務、高雄州総務部教育課長などを歴任した。